# يوجينيا كيم (مؤلفة)
يوجينيا كيم (بالإنجليزية: Eugenia Kim)‏ (1952)؛ روائية أمريكية.